# Amalda rubiginosa
Amalda rubiginosa là một loài ốc biển, là động vật thân mềm chân bụng sống ở biển trong họ Olividae, ốc ôliu.

## Phụ loài
- Amalda rubiginosa albocallosa (Lischke, C.E., 1873) [3]
- Amalda rubiginosa rubiginosa (Swainson, W.A., 1823) [4]

## Phân bố
Loài này phân bố dọc theo Việt Nam, Trung Quốc, Đài Loan và Nhật Bản.

## Hình ảnh

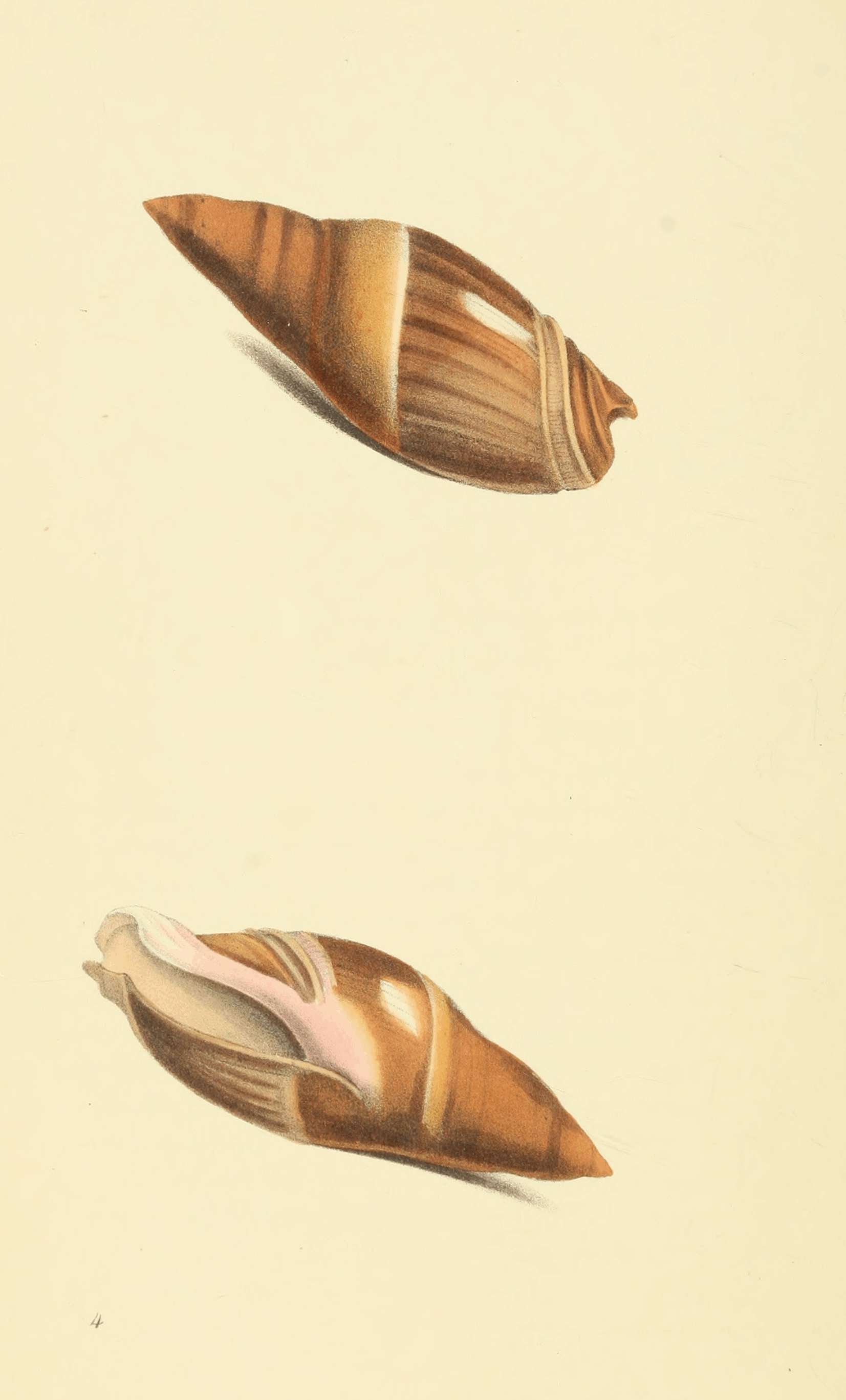